# Pyrinia rumiliata
Pyrinia rumiliata là một loài bướm đêm trong họ Geometridae.